# Seznam policejních prezidentů Policie České republiky
Toto je seznam policejních prezidentů Policie České republiky. Policie České republiky vznikla dne 15. července 1991 přeměnou české části československé Veřejné bezpečnosti Sboru národní bezpečnosti. Do konce roku 1992 ji vedl policejní ředitel, od roku 1993 je nejvyšší funkcí policejní prezident.

## Policejní ředitelé
Seznam policejních ředitelů:
- plk. František Zelenický (15. července 1991 – srpen 1992)
- plk. Ivan Vyleta (1. září 1992 – 31. prosince 1992)

## Policejní prezidenti
Seznam policejních prezidentů:
- plk. Ivan Vyleta (1. ledna 1993 – 23. dubna 1993)
- plk. Stanislav Novotný (12. května 1993 – 26. října 1994)
- plk. Oldřich Tomášek (1. ledna 1995 – 6. srpna 1998)
- genpor. Jiří Kolář (7. srpna 1998 – 15. srpna 2005)
- plk. Vladislav Husák (21. září 2005 – 31. března 2007)
- genmjr. Oldřich Martinů (1. června 2007 – 31. prosince 2010)
- plk. Petr Lessy (24. ledna 2011 – 29. srpna 2012)
- brig. gen. Martin Červíček (30. srpna 2012 – 7. ledna 2014[p. 1])[2][3]
- plk. Petr Lessy (3. prosince 2013 – 28. února 2014[p. 1])[3][4][5]
- genpor. Tomáš Tuhý (12. dubna 2014 – 31. října 2018)[6][7]
- genmjr. Jan Švejdar (1. prosince 2018[8] – 31. března 2022[9])
- genpor. Martin Vondrášek (od 1. dubna 2022)[9]